# Диван Сталина
«Диван Сталина» (фр. Le Divan de Staline) — художественный фильм совместного португальско-французского производства. Автор сценария и режиссёр — Фанни Ардан. В главных ролях — Жерар Депардьё и Эммануэль Сенье. Премьера фильма состоялась 13 ноября 2016 года на кинофестивале в Лиссабоне.

## Сюжет
Действие фильма разворачивается на даче Сталина в лесу, в последние годы его жизни. Сталин (Жерар Депардьё) отдыхает в компании Лидии (Эммануэль Сенье) — женщины средних лет, с которой его связывают романтические отношения. На даче оказывается молодой советский скульптор Данилов, который готовится представить Сталину проект монумента в его честь. История приобретает неожиданный поворот, когда у Данилова завязываются отношения с Лидией.

## Сценарий
Сценарий фильма основан на одноимённом романе французского писателя Жана-Даниэля Бальтасата, который был издан во Франции в 2013 году.

## Характеристика
Фанни Ардан преследовала цель снять фильм об абсолютной власти и её отношениях с искусством. По её мнению «единственный актёр, который мог сыграть такого персонажа как Сталин, — это Депардьё. Лента была специально построена под него». Ж. Депардьё рассказал в одном из интервью, что исполняет в фильме «роль вождя, образ которого весьма далёк от того, как его обычно представляют в книгах. В фильме он осознаёт, что не только другие его боятся, но и сам он начинает себя опасаться». По его мнению, Ардан создала «некий фильм-оперу … в нём с самого начала берётся очень высокая нота, которая выдерживается до самого конца».

## В ролях
| Актёр              | Роль                   |
| ------------------ | ---------------------- |
| Жерар Депардьё     | Сталин                 |
| Эммануэль Сенье    | Лидия или Рита Водиева |
| Пол Хэми           | Данилов                |
| Франсуа Шаттот     | генерал Власик         |
| Тюдор Истодор      | Довиткин               |
| Ксавьер Мали       | Поскрёбышев            |
| Алексис Маненти    | Чириков                |
| Лидия Франко       | Румишвили              |
| Луна Пиколи-Трюффо | Варвара Рамешкова      |

## Съёмки
Фильм был снят в Португалии, во Дворце-отеле в Буссако.